# De heilige Maria van Egypte (Ribera)
De heilige Maria van Egypte (Frans: Sainte Marie l'Egyptienne) is een schilderij van José de Ribera uit 1641. Dit indringende portret van Maria van Egypte is sinds 1837 in het Musée Fabre in Montpellier te zien.

## Maria van Egypte
Maria van Egypte leidde in de vierde eeuw jarenlang een losbandig leven in Alexandrië. Tijdens een pelgrimstocht naar Jeruzalem kwam zij echter tot inkeer en besloot zich als boetedoening terug te trekken in de woestijn aan de andere kant van de Jordaan. Daar leefde zij 47 jaar van drie broden die zij in een klooster had gekregen en die zich wonderbaarlijk vermenigvuldigden. Tijdens de Contrareformatie nam haar verering een hoge vlucht, omdat zij de waarde van boetedoening bijzonder goed illustreerde.  

## Voorstelling
Ribera schilderde Maria als een oude vrouw, getekend door het zware leven in de woestijn. Zij heeft haar handen gevouwen in gebed en kijkt verlangend naar verlossing omhoog. Haar verwilderde haren en huid vol rimpels en plooien zijn daarbij onbarmhartig realistisch weergegeven. De invloed van Caravaggio's chiaroscuro en radicale naturalisme is daarbij onmiskenbaar. Op de voorgrond is op een stenen richel een klein stilleven met een brood en een schedel te zien. Het brood verwijst niet alleen naar Maria's voedsel in de woestijn, maar ook naar de eucharistie, terwijl de schedel symbool staat voor de vergankelijkheid van het aardse leven. Ribera hanteerde een zeer beperkt kleurenpalet voor het schilderij. Aardkleuren overheersen, waardoor een eenheid tussen de heilige en het rotsachtige landschap op de achtergrond ontstaat.

## Herkomst
François-Xavier Fabre, naamgever van het museum, kocht het schilderij in 1825 of 1826 van de markies van Gerini in Florence, die het werk al enkele decennia in bezit had. Na Fabre's overlijden in 1837 laat hij zijn collectie na aan zijn museum in Montpellier.